# 黃延禎

黃品禎將軍（1899年10月28日 － 1939年8月28日）台灣苗栗縣竹南人

## 早年求學
早年畢業梅縣松源成達學校及北京匯文中學。1919年8月考入保定陸軍軍官學校第9期步兵科。

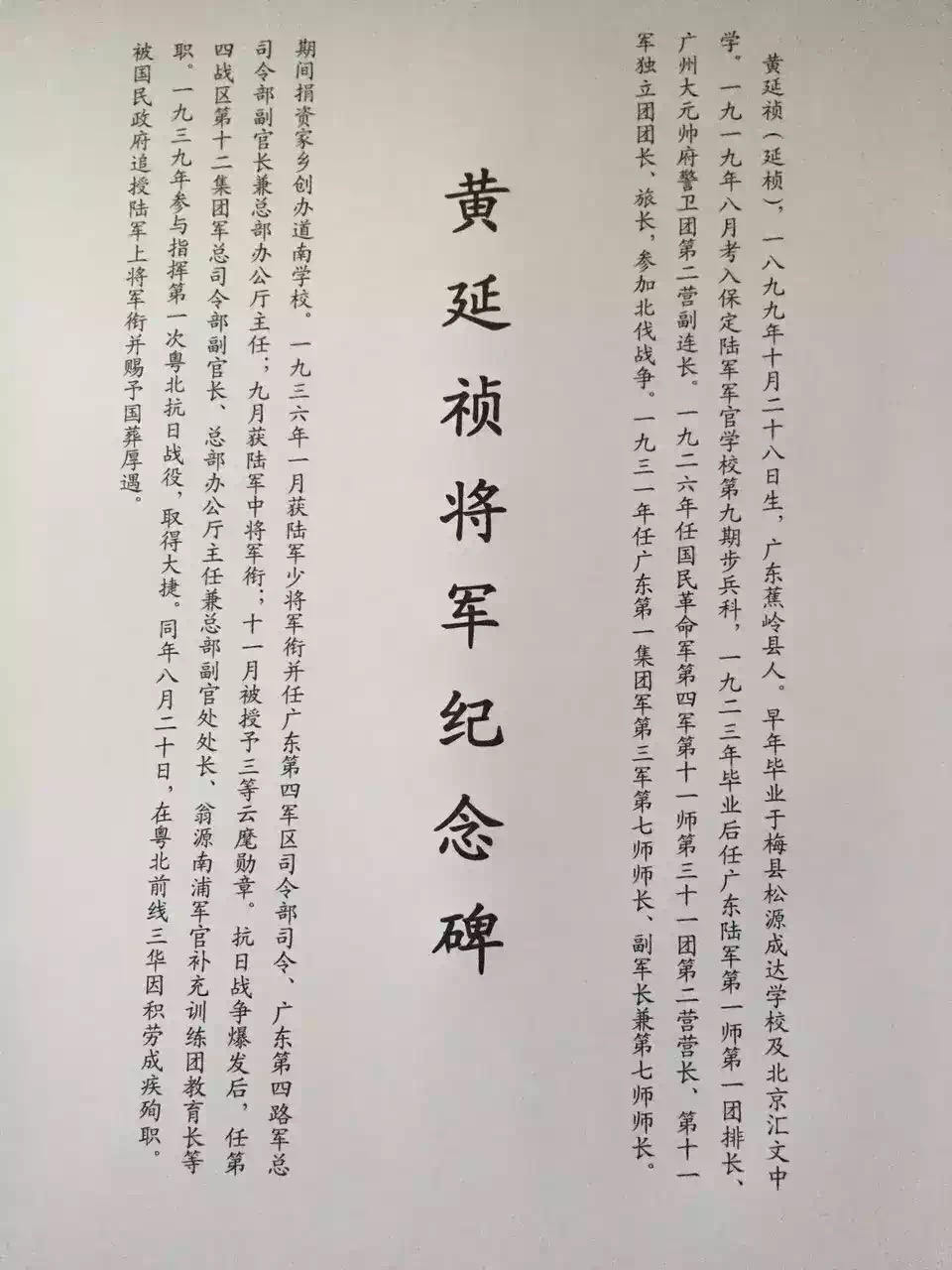
黃延禎將軍在保定軍事學校的紀念碑

### 军旅生涯
1923年畢業後任廣東陸軍第1師第1團排長，廣州大元帥府警衛團第2營副連長。
1926年任國民革命軍第4軍第11師第31團第2營營長，第11軍獨立團團長，旅長，參加北伐戰爭。
1931年任廣東第1集團軍第3軍第7師師長，副軍長兼第7師師長。期間捐資家鄉創辦道南學校。
1936年1月獲陸軍少將軍銜并任廣東第4軍區司令部司令，廣東第4路軍總司令部副官長兼總部辦公廳主任；9月獲陸軍中將軍銜；11月被授予3等云摩勳章。
抗日戰爭爆發後，任第4戰區第12集團軍總司令部副官長，總部辦公廳主任兼總部副官處處長，翁源南浦軍官補充訓練團教育長等職。
1939年參與指揮第1次粵北抗日戰役，取得大捷。

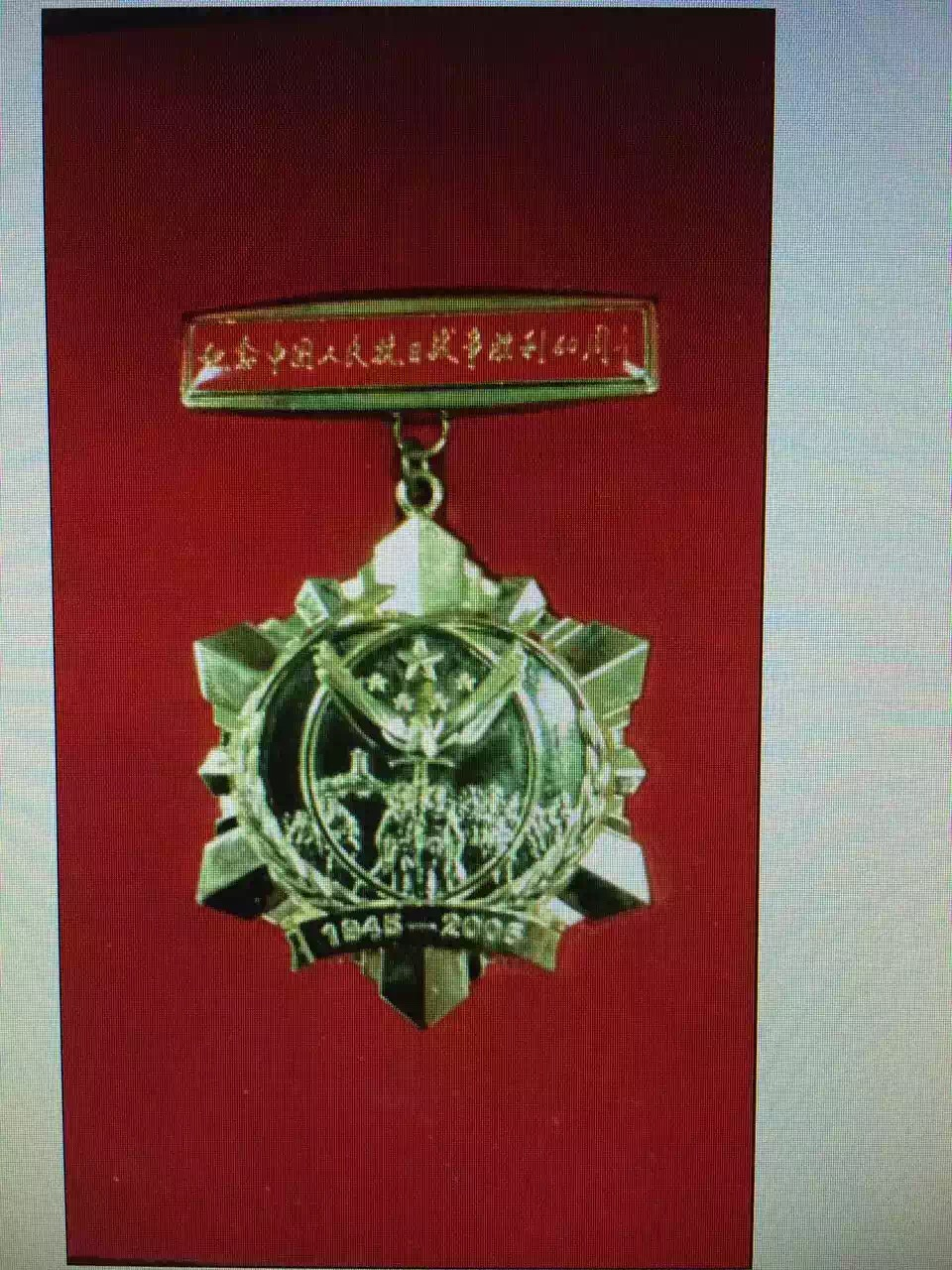
黃延禎將軍被授予的‘紀念中國人民抗日戰爭勝利60週年’勳章

### 積勞成疾殉職
1939年8月28日，在粵北前線3華因積勞成疾殉職。

### 捐資辦學
1931年捐資家鄉創辦道南學校。

### 榮譽
被國民政府追授陸軍上將軍銜并賜與國葬厚遇。
1936年11月被授予3等云摩勳章。
紀念中國人民抗日戰爭勝利60週年。
中國人民抗日戰爭勝利70週年紀念章。